# Michel Vautrot
Michel Vautrot (* 23. Oktober 1945 in Besançon) ist ein ehemaliger französischer Fußballschiedsrichter, der in den 1980er Jahren auch auf internationalem Parkett tätig war. Später arbeitete er in unterschiedlichen Funktionen im französischen (FFF) und den internationalen Fachverbänden (UEFA und FIFA).

## Als aktiver Schiedsrichter
Der aus der Region Franche-Comté stammende Vautrot hat national und international fast alles erreicht, was ein Schiedsrichter erreichen kann, und übertrumpfte dabei seinen erfolgreichen Vorgänger als bester französischer Referee, Robert Wurtz, sogar noch. Mit der Schiedsrichterei begann er schon mit 14; gut elf Jahre später, im Mai 1971, leitete er sein erstes Erstligamatch, in dem Red Star eine 0:5-Heimniederlage gegen den SCO Angers kassierte. Neben mehreren hundert Einsätzen in erster und zweiter Liga brachte er es im Pokalwettbewerb mit fünf Endspielleitungen (1979, 1982, 1983, 1984 und 1987) zum unangefochtenen Rekordhalter – es gibt nur vier weitere Referees, die es auf je drei Pokalfinals gebracht haben, und als Michel Vautrot als Funktionär in die obere französische Verbandsetage wechselte, führte er die Regelung ein, dass jeder Schiedsrichter nur einmal in seiner Karriere ein französisches Pokalendspiel leiten dürfe. Während die Fachpresse darauf hinwies, dass er damit seinen eigenen Rekord für die Ewigkeit zementiere, begründete Vautrot die Maßnahme damit, dass so mehr Schiedsrichter die Chance auf einen solchen „Höhepunkt in ihrem sportlichen Leben“ bekämen. Diese Anweisung wurde 2006 wieder aufgehoben.
International gehören zu seinen Höhepunkten fünf Spielleitungen bei zwei Weltmeisterschaftsturnieren: 1982 in Spanien die Vorrundenpartie Italien gegen Polen und in der Zwischenrunde Belgien gegen die UdSSR sowie 1990 in Italien zwei Vorrunden- (Niederlande–Irland und Argentinien–Kamerun) sowie die Halbfinalbegegnung Argentinien–Italien. Dabei war ihm ab Mitte der 1980er mit Joël Quiniou ein starker Konkurrent im eigenen Land erwachsen, der sogar an drei WM-Endrunden teilnahm und an Vautrots statt für die WM 1986 nominiert wurde.
Des Weiteren pfiff Michel Vautrot mehrere Spiele bei den Europameisterschaften 1984 und 1988, darunter 1988 das Endspiel zwischen den Niederlanden und der Sowjetunion im Münchener Olympiastadion.
Zudem leitete Vautrot auch Endspiele bei internationalen Wettbewerben für Vereinsmannschaften, und zwar 1983 das Weltpokalfinale Grêmio Porto Alegre gegen Hamburger SV (2:1 n. V.), 1985 das Finalhinspiel des UEFA-Pokals (Videoton Székesfehérvár gegen Real Madrid, 0:3) sowie ein Jahr später im Europapokal der Landesmeister 1985/86, das Steaua Bukarest gegen FC Barcelona mit 2:0 n. E. gewann. Außerdem wurde er 1988 und 1989 zum Welt- und sogar zehnmal (von 1979 bis 1989 mit Ausnahme von 1985 jedes Jahr) zum französischen Schiedsrichter des Jahres gewählt.

## Als Verbandsfunktionär
Im Mai 1991 beendete er mit der Leitung einer Begegnung der Division 1 (OGC Nizza unterlag darin Olympique Marseille mit 0:1) seine aktive Laufbahn und wurde Directeur Technique National de l'Arbitrage français der FFF, im selben Jahr auch Mitglied der FIFA-Schiedsrichterkommission und 1996 der UEFA-Komitees für Schiedsrichterausbildung bzw. -beobachtung. In den beiden letztgenannten Funktionen wurde er 2006 für weitere drei Jahre bestätigt, an der Spitze der französischen Referees aber 2004 von Marc Batta abgelöst. Er gilt als Befürworter des Einsatzes technischer Mittel zur Unterstützung von Kommunikation und Entscheidungen der Schiedsrichtergespanne; im Januar 2003 sorgte er dafür, dass die französischen Fernsehzuschauer erstmals bei einer Live-Übertragung (Olympique Marseille–SC Bastia) die Funkkommunikation zwischen dem Spielleiter und seinen Assistenten mithören konnten.
2006 wurde Michel Vautrot, der in der Nähe von Besançon lebt, zum Ritter der Ehrenlegion ernannt. Seit Anfang 2017 heißt der mehrere Stadien und Spielfelder umfassende Complexe de la Malcombe seiner Geburtsstadt Complexe Michel-Vautrot.